# Mary Watson (Autorin)
Mary Watson (* 31. Mai 1975 in Kapstadt, Südafrika) ist eine südafrikanische Autorin. 2006 gewann sie den Caine Prize for African Writing, 2014 wurde sie in die Liste Africa39 der vielversprechendsten Autoren unter 40 Jahren aufgenommen.

## Biografie
Geboren in Kapstadt, erwarb Watson 2001 einen Master in Kreativem Schreiben an der Universität Kapstadt. Nachdem sie 2003 in Bristol einen zweiten Master erworben hatte, kehrte sie nach Kapstadt zurück, um ihre Dissertation abzuschließen. Von 2004 bis 2008 arbeitete sie als Dozentin an der Universität Kapstadt.
2004 veröffentlichte Watson Moss, eine Sammlung von Kurzgeschichten. 2006 erhielt sie für die Kurzgeschichte Jungfrau den Caine Prize for African Writing. Ihre Kurzgeschichten erschienen in verschiedenen Anthologien.
2013 erschien Watsons Roman The Cutting Room. 2014 wurde sie in die Liste Africa39 der vielversprechendsten afrikanischen Autoren unter 40 Jahren aufgenommen.

## Werke
- Moss, Kwela, Kapstadt, 2004
- The Cutting Room, Penguin, Johannesburg, 2013
- The Wren Hunt, Bloomsbury, 2018
- The Wickerlight, Bloomsbury, 2019